# Axel Zitzmann
Axel Zitzmann, född 21 februari 1959 i Lauscha i Thüringen är en tysk tidigare backhoppare som tävlade för Östtyskland. Han representerade SC Motor Zella-Mehlis.

## Karriär
Axel Zitzmann började träna backhoppning i hoppbacken hemma i Lauscha. Nio år gammal utvaldes han att träna med SC Motor Zella-Mehlis då idrottsledaren Heinz Büttner upptäckte Zitzmanns talang. 1972 vann Zitzmann en Spartakiad för ungdomar. han försökte kvalificera sig till Skid-VM 1978 i Lahtis i Finland, men misslyckades under DDR-mästerskapen och var tvungen att stanna hemma.
Zitzmann startade dock i skidflygnings-VM 1979 i Letalnica i Planica i dåvarande Jugoslavien. Axel Zitzman hade det längsta hoppet, 170 meter, och lyckades vinna en silvermedalj. Endast Armin Kogler från Österrike var bättre (5,5 poäng). Zitzmann var 31,5 poäng före bronsmedaljören Piotr Fijas från Polen. Zitzmann hoppade 179 meter under mästerskapen, över gällande världsrekord, men han föll och rekordet räknades inte. Silvermedaljen i skidflygnings-VM 1979 blev höjdpunkten i Zitzmanns backhoppningskarriär.
Zitzmann startade också i skidflygnings-VM 1981 i Heini Klopfer-backen i Oberstdorf i Västtyskland. Där blev han nummer 19. Tävlingen vanns av finländaren Jari Puikkonen före Armin Kogler och norrmannen Tom Levorstad. 
Zitzmanns bästa placering i en deltävling i världscupen var en tredjeplats i stora backen i Planica 21 mars 1981. Sammanlagt i världscupen blev han som bäst nummer 38 säsongen 1980/1981. Han vann även schweiziska backhopparveckan 1978. Axel Zitzmann vann bronsmedaljer under DDR-mästerskapen i backhoppning 1981 och 1982, båda i normalbacken.

## Senare karriär
Axel Zitzmann är aktiv som idrottsledare på hemorten och är bland annat tävlingsledare i hemmabacken.